# 伞花蔷薇
伞花蔷薇（学名：Rosa maximowicziana）为蔷薇科蔷薇属下的一个种。

## 扩展阅读
- 維基物種上的相關：伞花蔷薇